# 해바라기
해바라기(영어: Helianthus 또는 sunflower)는 국화과에 속하는 일년생 식물로, 꽃은 두상화(頭狀花)이다. 한자로 규곽(葵藿), 규화(葵花), 향일화(向日花)라고 하며 해바라기속에 속하는 다른 여러해살이풀도 보통 해바라기라 부른다.
중앙아메리카가 원산지로 16세기에 유럽에서 도입되었으며 한국에서는 관상용으로 많이 기르는 한해살이풀이다. 해바라기가 속하는 해바라기속 식물은 약 60종 이상이 있다. 꽃이 태양이 있는 방향으로 향하는 성질(굴광성)이 있다. ‘꽃이 항상 해를 향한다’는 뜻이 있지만, 해바라기는 어린 시기에만 햇빛을 따라서 동서로 움직이며 꽃이 피고 나면 줄기가 굵어져서 몸을 돌리는 일이 없다. 영양번식은 가능하다고만 알려져 있을 뿐 자세히 알려져 있진 않다.

## 역사
약 2,000~3,000년 전부터 북미 인디언이 식량작물로 해바라기를 재배하기 시작한 이후, 콜럼버스의 신대륙 발견을 통해 1506년 스페인으로 건너갔고, 1600년대 후반에 러시아 땅에 도착했다. 러시아인의 노력에 의해 지름 30cm가 넘는 거대한 해바라기의 육종에 성공했다. 이후 소련 대숙청을 피해 미국으로 탈출한 농부에 의해 고향으로 귀환하게 되었다.

### 줄기 및 가지
최대 4.6m까지 자라는데 한국에서는 3m까지 자랄 수 있다.

### 잎
커다란 잎은 달걀 모양이고 가장자리에 톱니가 있으며, 줄기에 서로 어긋나게 달린다.

### 꽃과 열매
꽃의 지름은 30cm까지 자란다. 원산지에서는 최대 4 ~ 8m까지 자라고 꽃 크기도 매우 커서 최대 지름 60cm에서 큰종은 좀 더 크다. 옆으로 가지를 치지 않고 다 크면 위에 매우 큰 꽃을 피운다. 꽃은 두상꽃차례를 이루면서 피는데 한 그루에 두상꽃차례가 한 개 이상씩 달린다. 꽃차례는 노란색을 띠는 큰 혀꽃과 이를 둘러싸는 작은 관꽃으로 이루어져 있다. 꽃차례는 보통 지름이 30cm를 넘으며, 씨를 1,000-2,000 개 정도 맺는다. 하루 종일 해를 향해 피는 해바라기꽃에는 꿀이 풍부하므로 벌이 많이 날아온다. 꽃은
7~9월에 핀다.

## 분류
해바라기는 봉오리가 맺혔을 때까지 해를 보며 자라고 길이가 작은 해바라기도 있다.

### 변종
아래에는 해바라기의 변종을 나열한 것이다 (알파벳 순):
| - American Giant Hybrid - Arikara - Autumn Beauty - Aztec Sun - Black Oil - Dwarf Sunspot - Evening Sun - Giant Primrose - Indian Blanket Hybrid - Irish Eyes | - Italian White - Kong Hybrid - Large Grey Stripe - Lemon Queen - Mammoth Sunflower - Mongolian Giant - Orange Sun - Peach Passion - Red Sun - Ring of Fire - Rostov | - Skyscraper - Soraya - Strawberry Blonde - Sunny Hybrid - Taiyo - Tarahumara - Teddy Bear - Titan - Valentine - Velvet Queen |

## 재배
일반적으로 해바라기는 한해살이식물이기 때문에 어떤 종들은 씨를 뿌려 재배해야 하지만
일부는 여러해살이인 종도 있어 매년 뿌리에서 새 식물체가 자라나기도 한다.
또한 가지가 꺾이면 회복이 불가능한 종과, 여러 가지를 쳐서 가지마다 하나하나 작은 꽃을 피우며 가지가 꺾여도 2 ~ 3주내에 가지를 치므로 회복이 가능한 종류가 있다.

## 쓰임새

### 약재
해바라기의 씨와 줄기는 약재로도 쓰인다. 수과에는 고급 지방산이 들어 있어서 식용유, 특히 성인병 방지에 좋다고 한다. 따라서, 여러 가지 좋은 품종이 육종되어 전 세계적으로 널리 재배되고 있다.
한방에서는 줄기속〔莖心〕을 약재로 이용하고 있다. 약성은 온(溫)하고 감(甘)하며 이뇨·진해·지혈의 효능이 있다고 하여, 소변불리·요로결석·방광결석·신결석·허소·백일해·외상출혈의 증상에 치료제로 사용한다. 또, 해바라기속의 일종인 돼지감자(일명 뚱딴지)는 뿌리줄기에 이눌린이 많이 들어 있어 식용 또는 알코올 제조용으로 이용되고 있다. 이것은 개화기에 한국에 들어왔는데 번식력이 강해서 각처에서 자생 상태로 자라고 있다.
물에 잘뜨는 소재인 "코르크"보다 해바라기 줄기가 더욱 가벼워 물에 더 잘뜬다는 사실을 발견한 어떤 발명가는 이 소재를 사용해 구명대와 구명조끼를 만들었다. 1912년, 대서양에서 침몰한 타이타닉호로부터 승객 일부가 살아난 것은 바로 해바라기 덕분이다.

## 해바라기와 문화
아스텍족은 해바라기를 숭배의 대상으로 여겼다.

## 갤러리

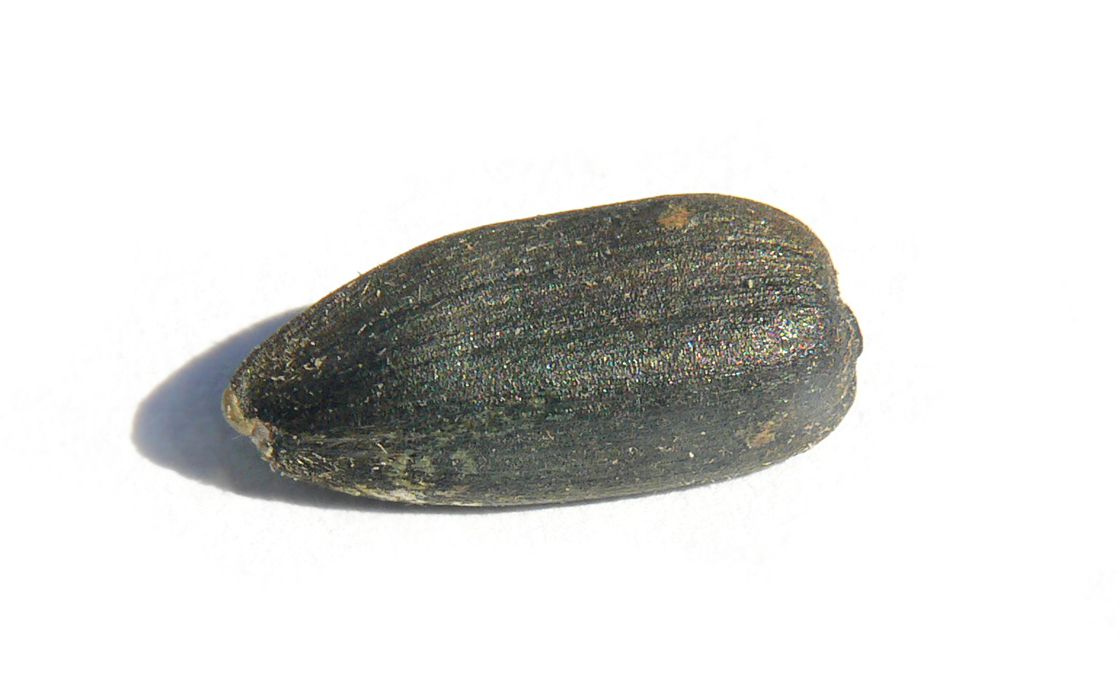
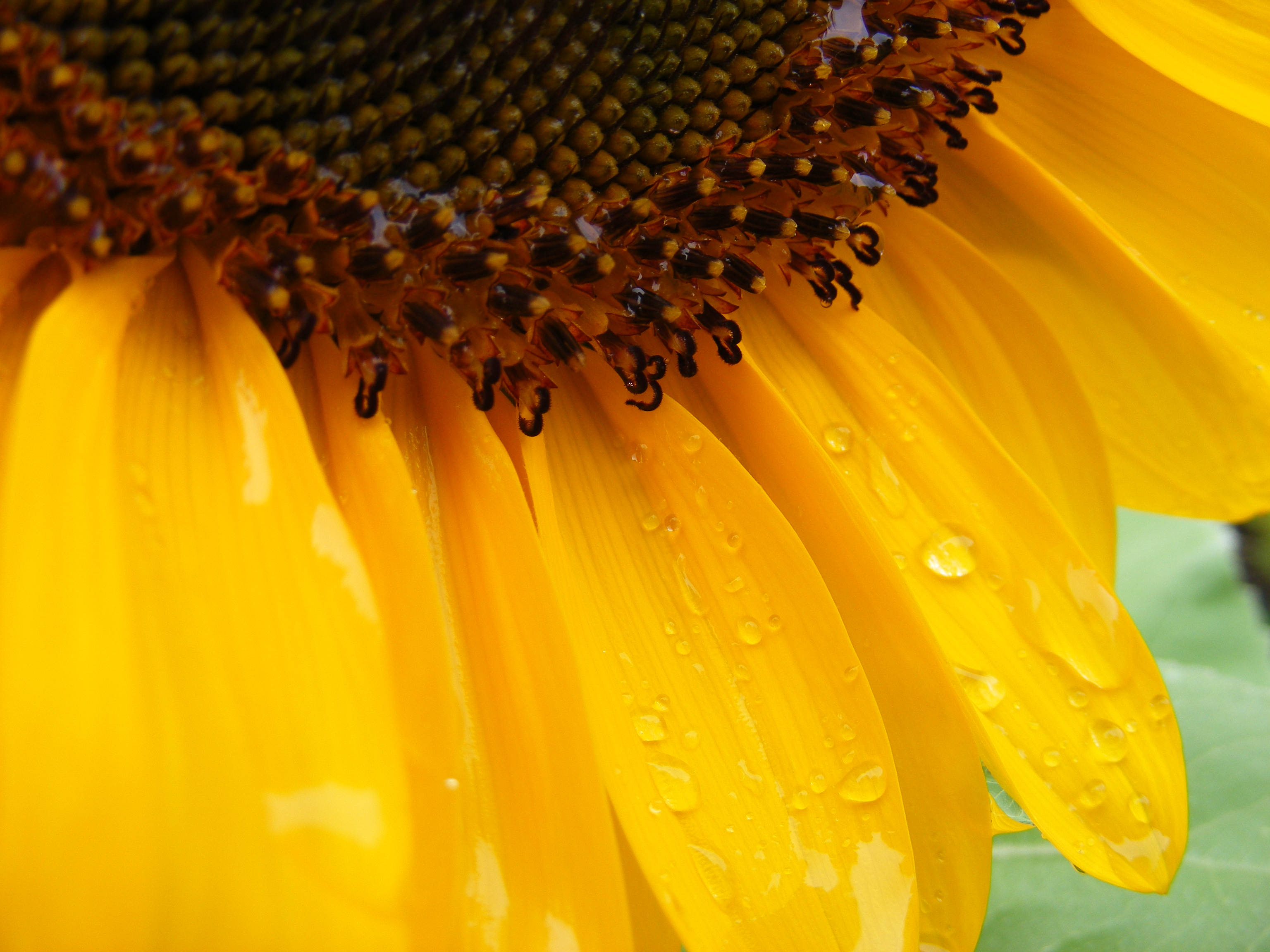
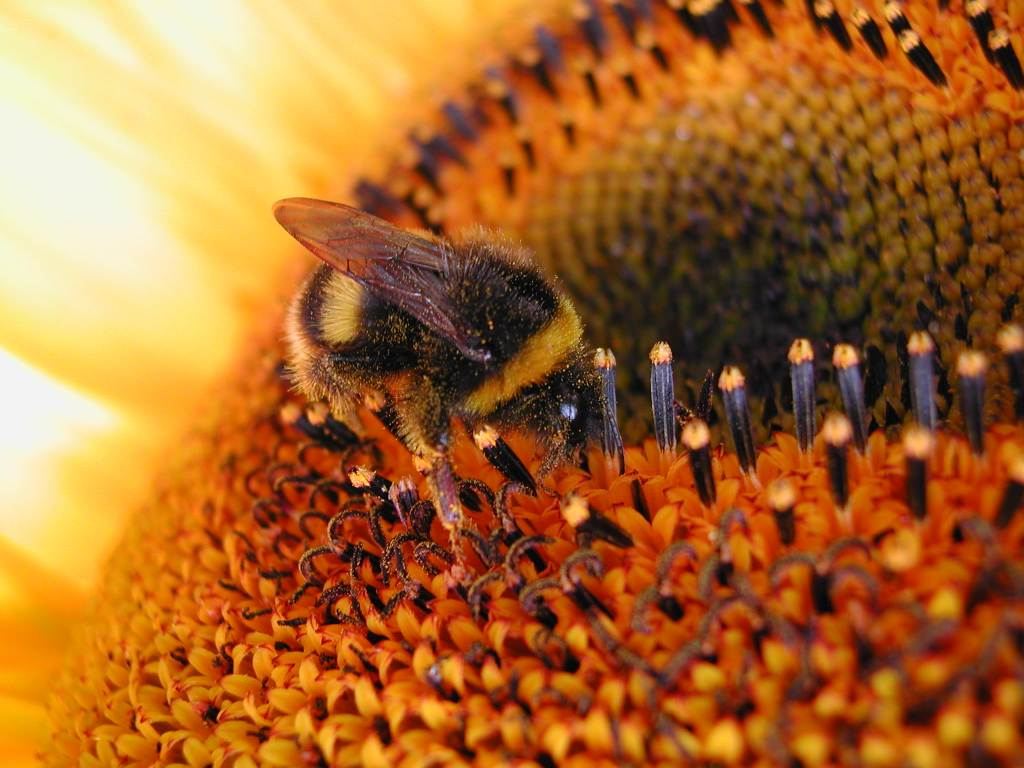
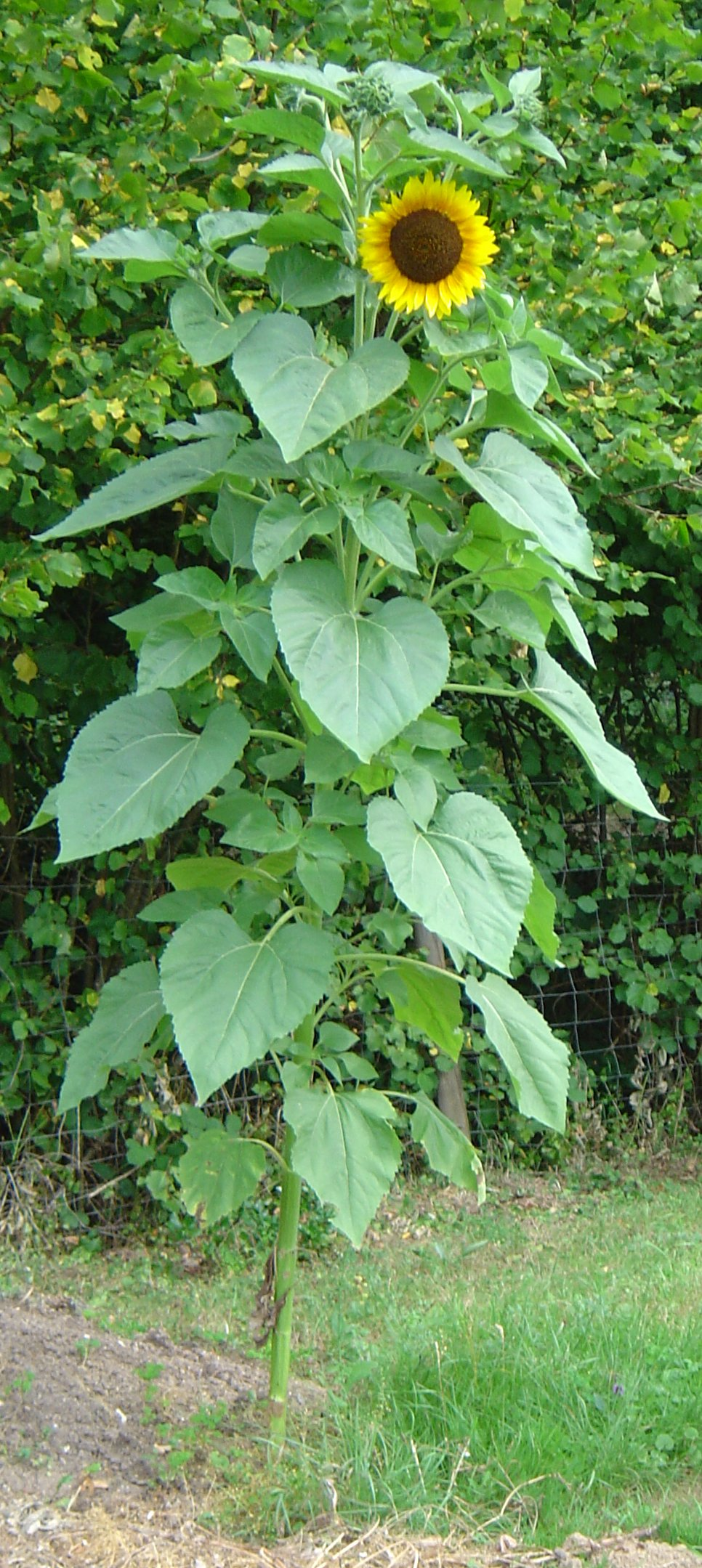
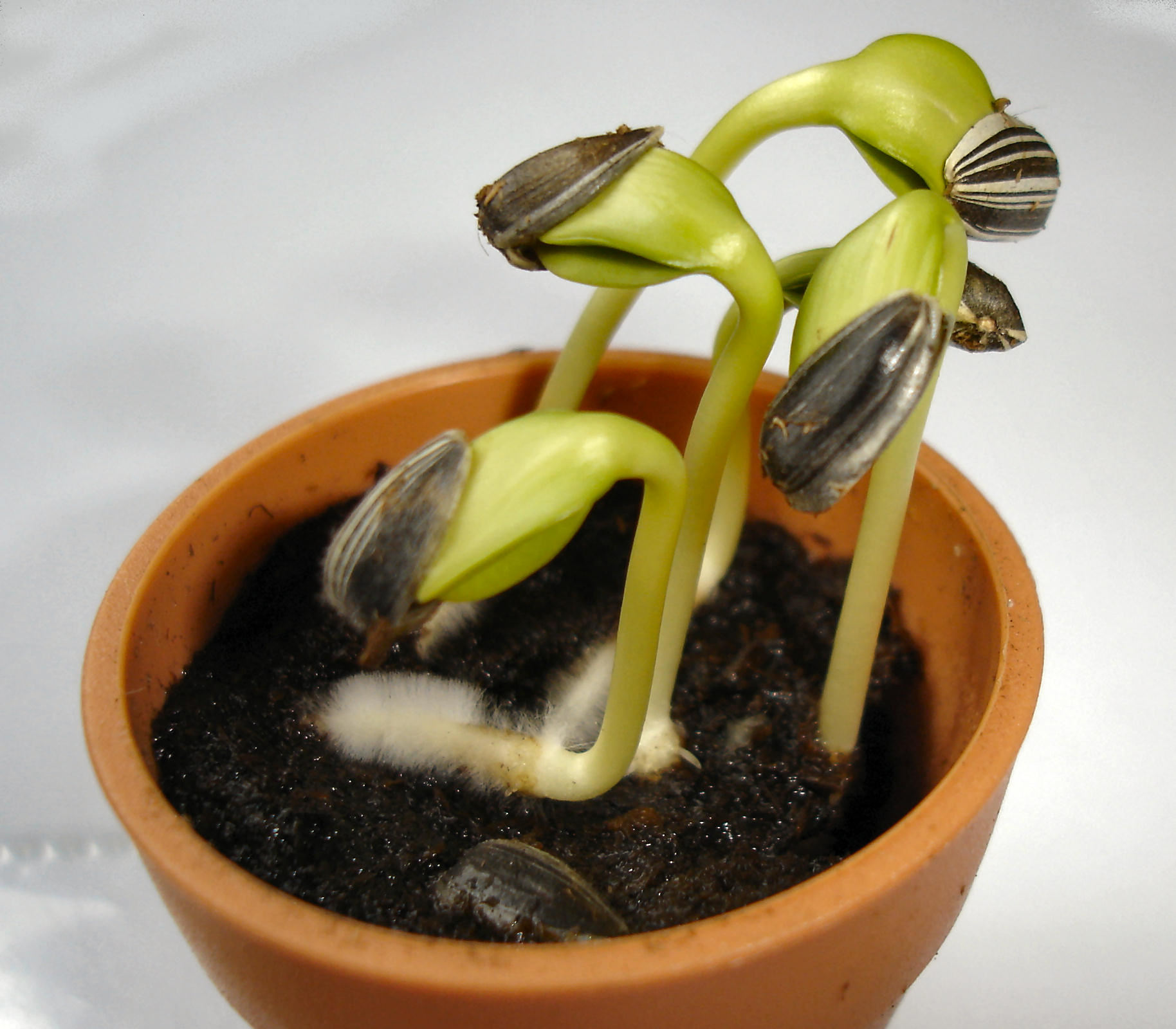
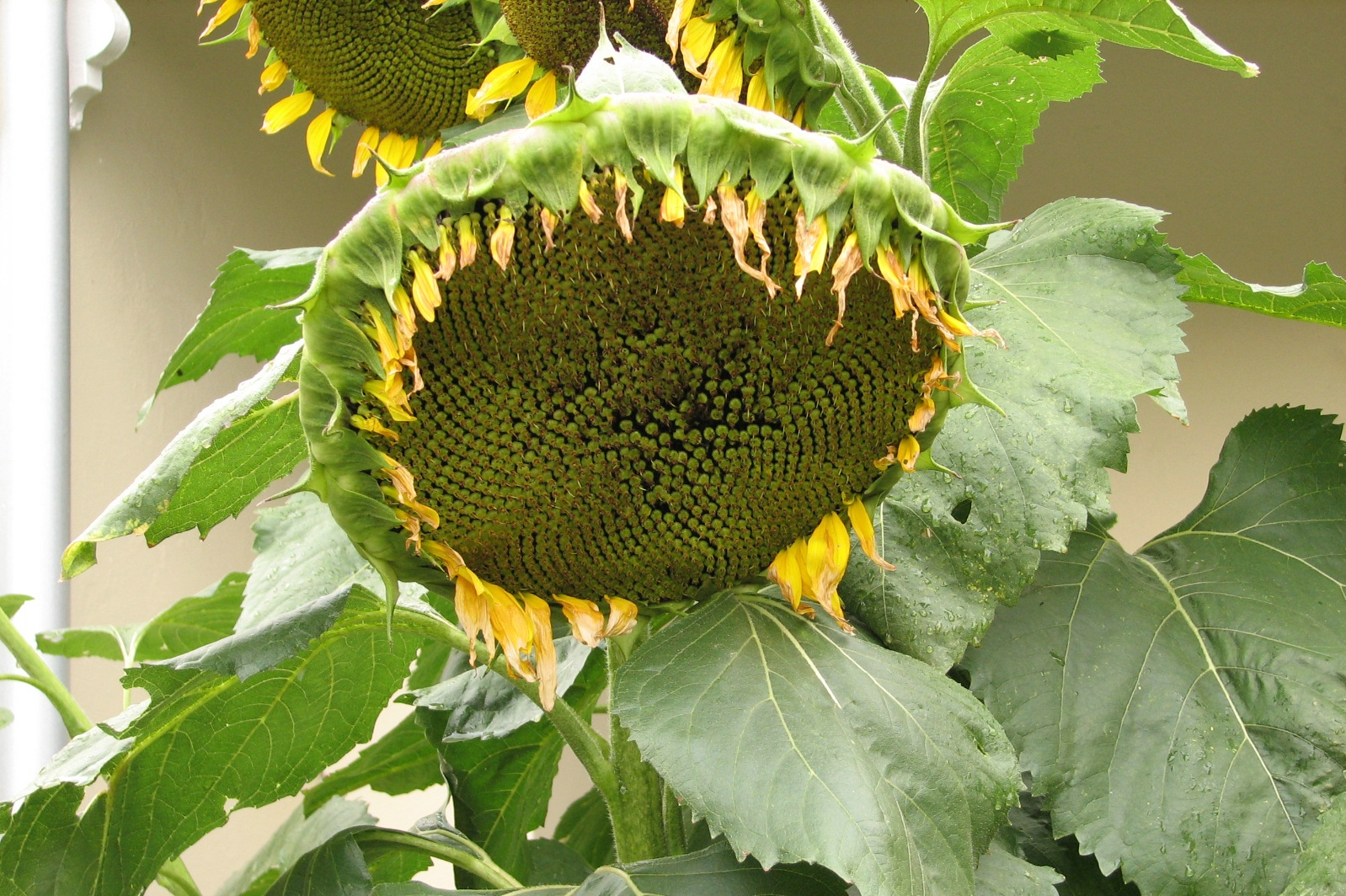
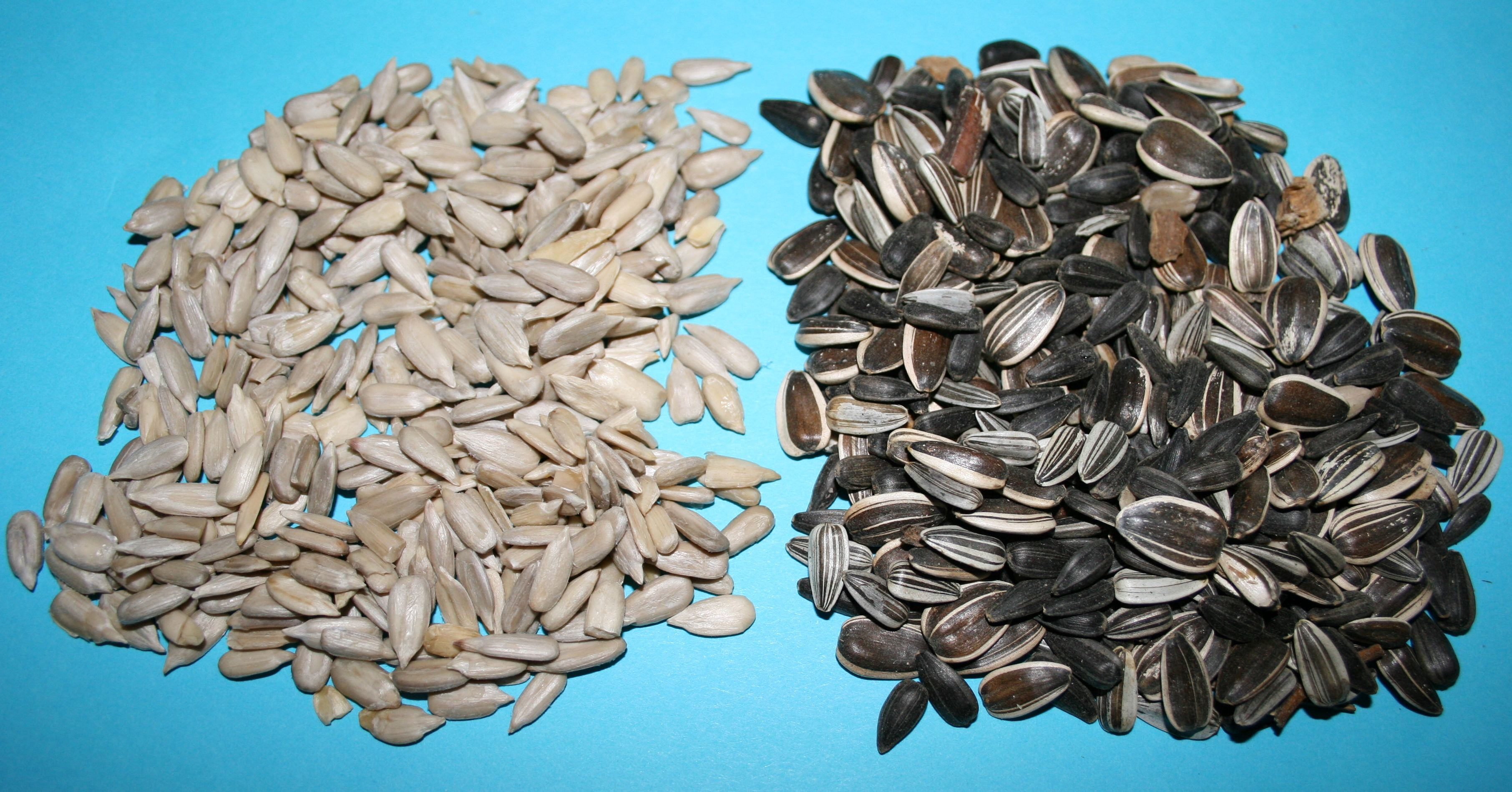
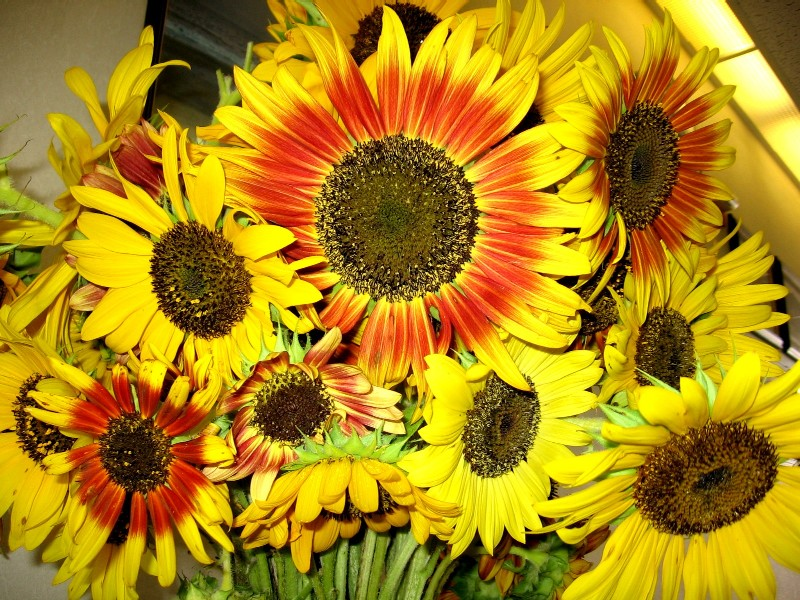
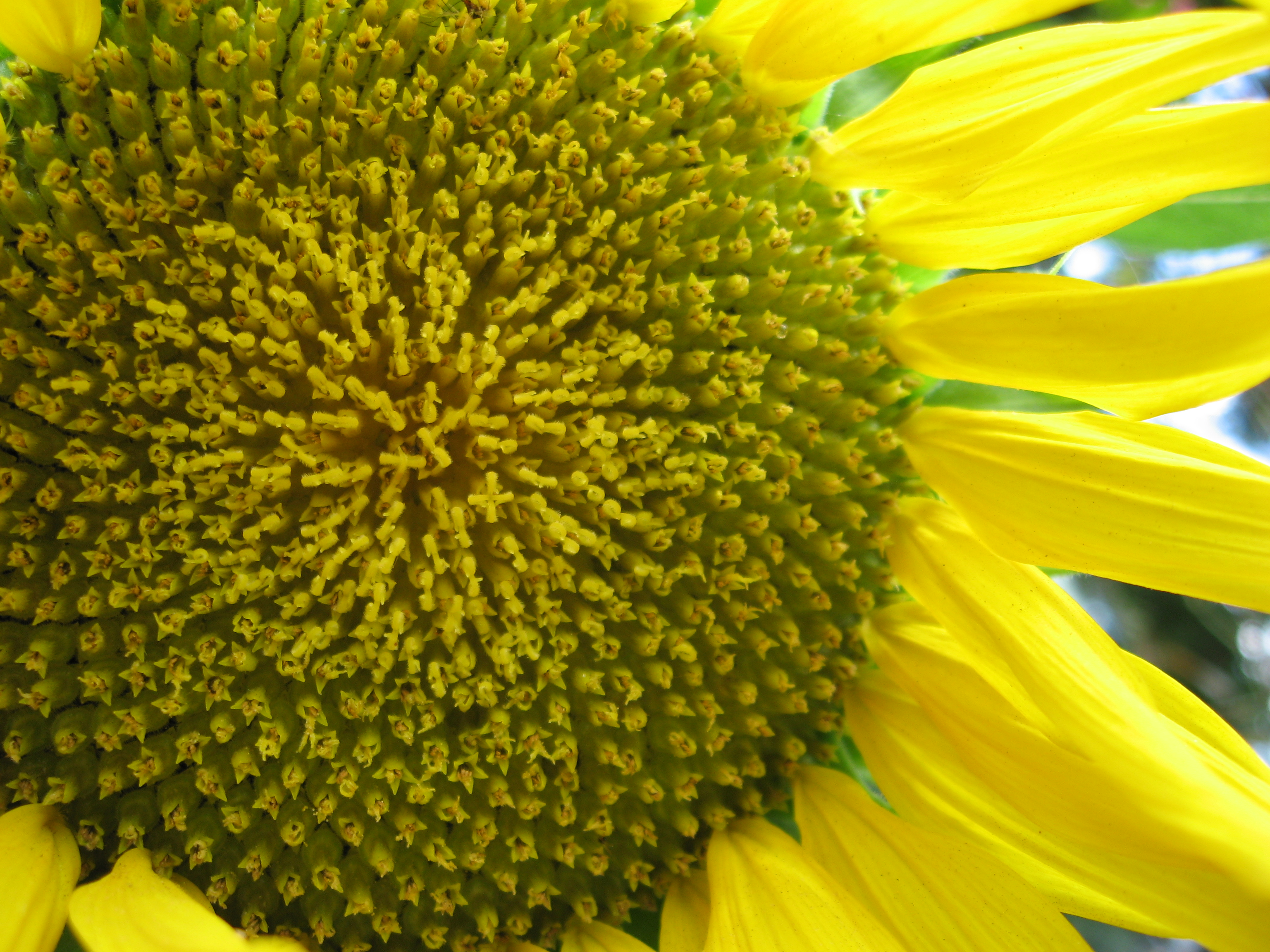
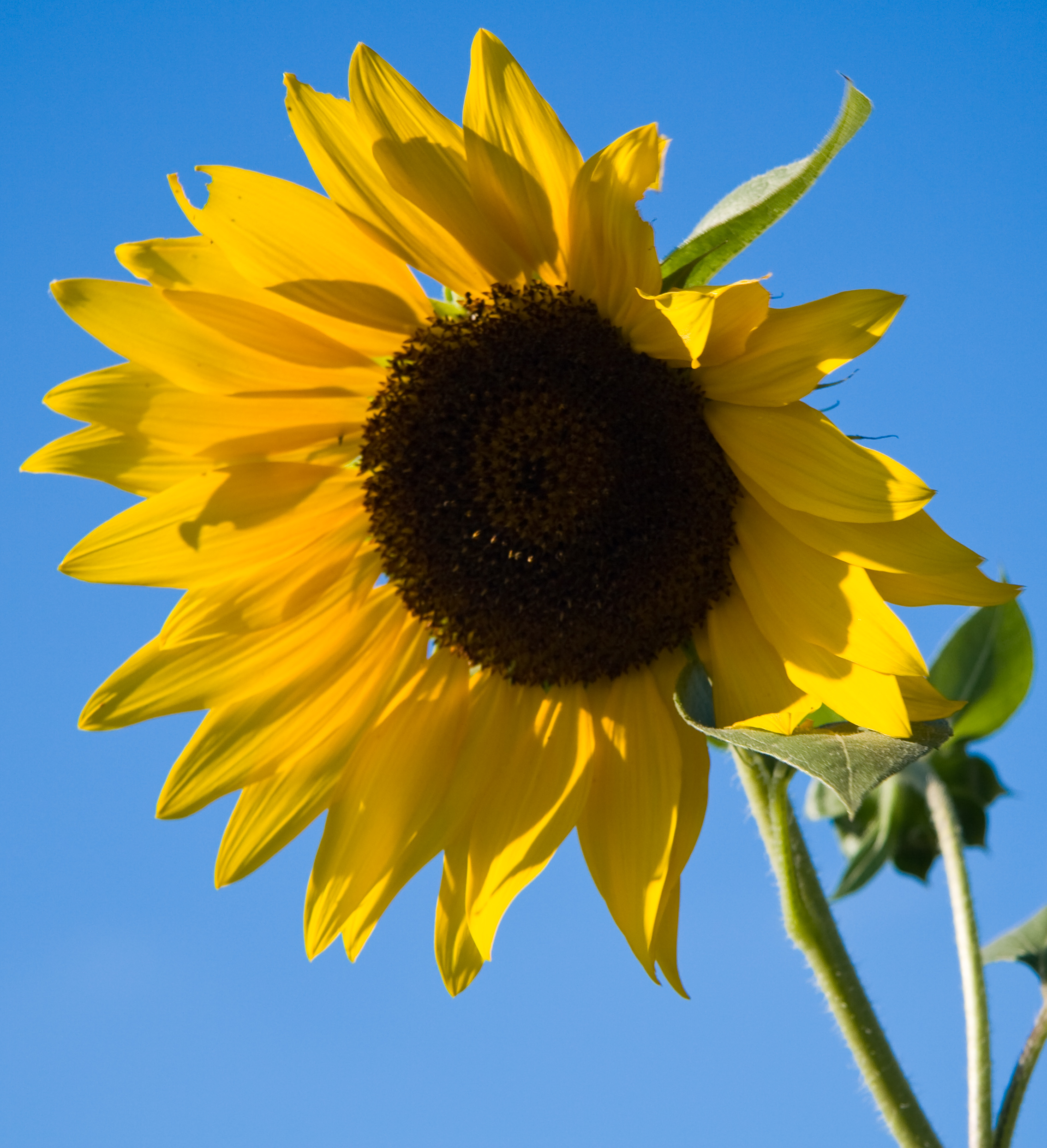
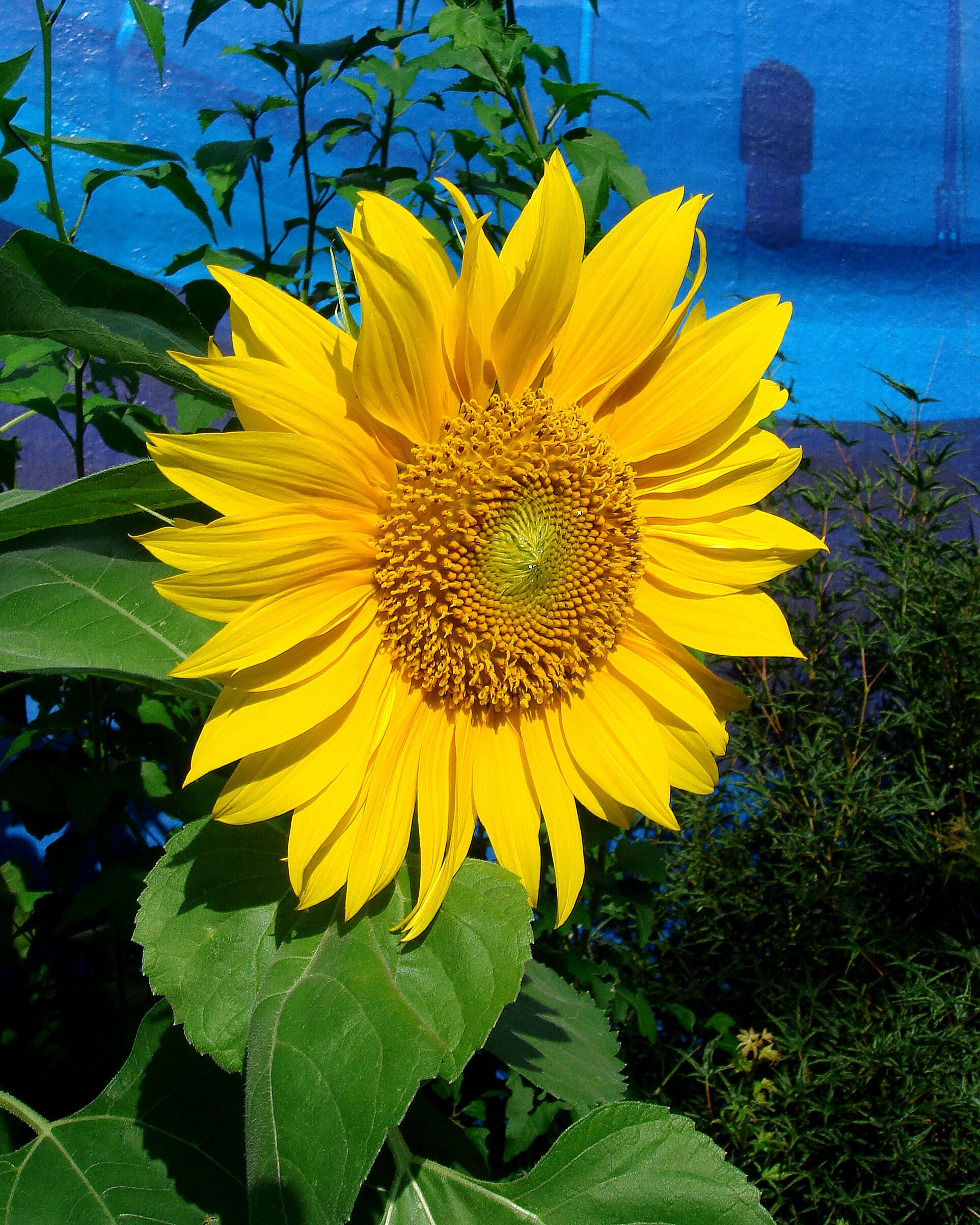
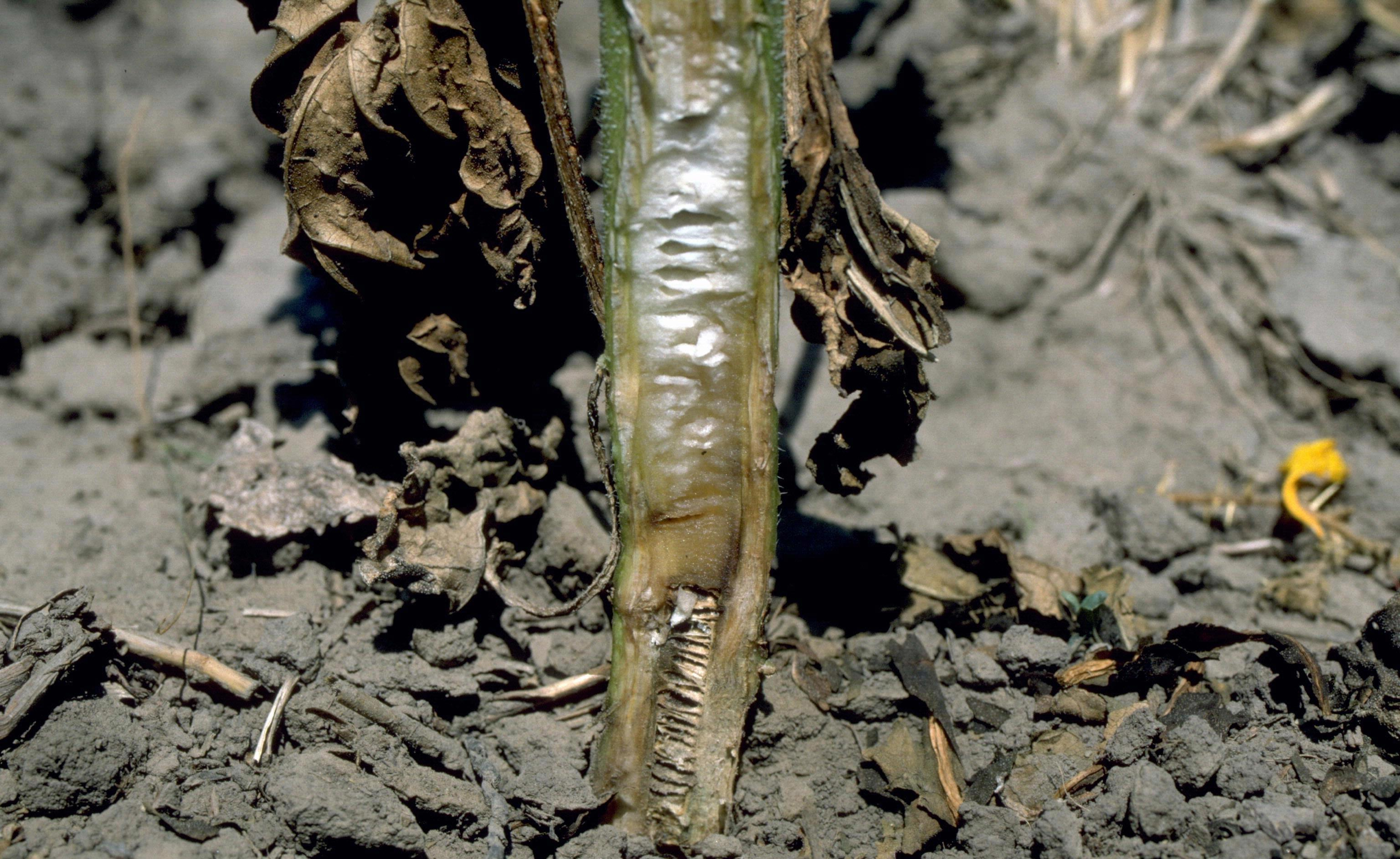
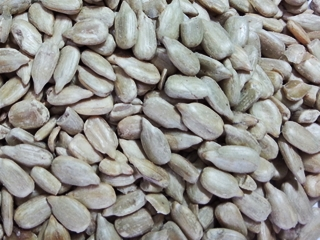
껍질을 까서 볶은 해바라기씨.
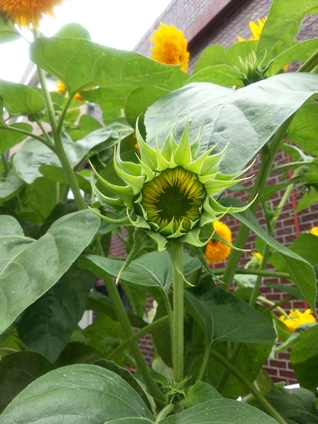
꽃봉오리

## 같이 보기
- 뚱딴지: 해바라기속의 식물(이명 돼지감자)
- 빈센트 반 고흐: 해바라기 그림으로 유명한 후기인상파 화가
- 땡땡의 모험: 주인공 땡땡의 친구 해바라기 박사

## 참고 자료
단행본
- Nabhan, Gary Paul (2008년 9월 12일). 《Where Our Food Comes From : Retracing Vavilov's Quest to End Famine》. Shearwater. ISBN 978-1597263993.
- 게리 폴 나브한 (2010년 11월 8일). 《지상의 모든 음식은 어디에서 오는가 : 15개 언어를 구사하며 세계를 누빈 위대한 식량학자 바빌로프 이야기》. 강경이 옮김. 아카이브. ISBN 9788958623656.
- 프랜시스 케이스 (2009년 3월 15일). 《죽기 전에 꼭 먹어야 할 세계음식 재료 1001》. 박누리 옮김. 마로니에북스. ISBN 978-89-6053-165-9.
- 애너 파보르드 (2011년 11월 1일). 《2천년 식물 탐구의 역사 : 고대 희귀 필사본에서 근대 식물도감까지 식물 인문학의 모든 것》. 구계원 옮김. 글항아리. ISBN 9788993905755.
- 이 문서에는 다음커뮤니케이션(현 카카오)에서 GFDL 또는 CC-SA 라이선스로 배포한 글로벌 세계대백과사전의 내용을 기초로 작성된 글이 포함되어 있습니다.